# صحافة صفراء

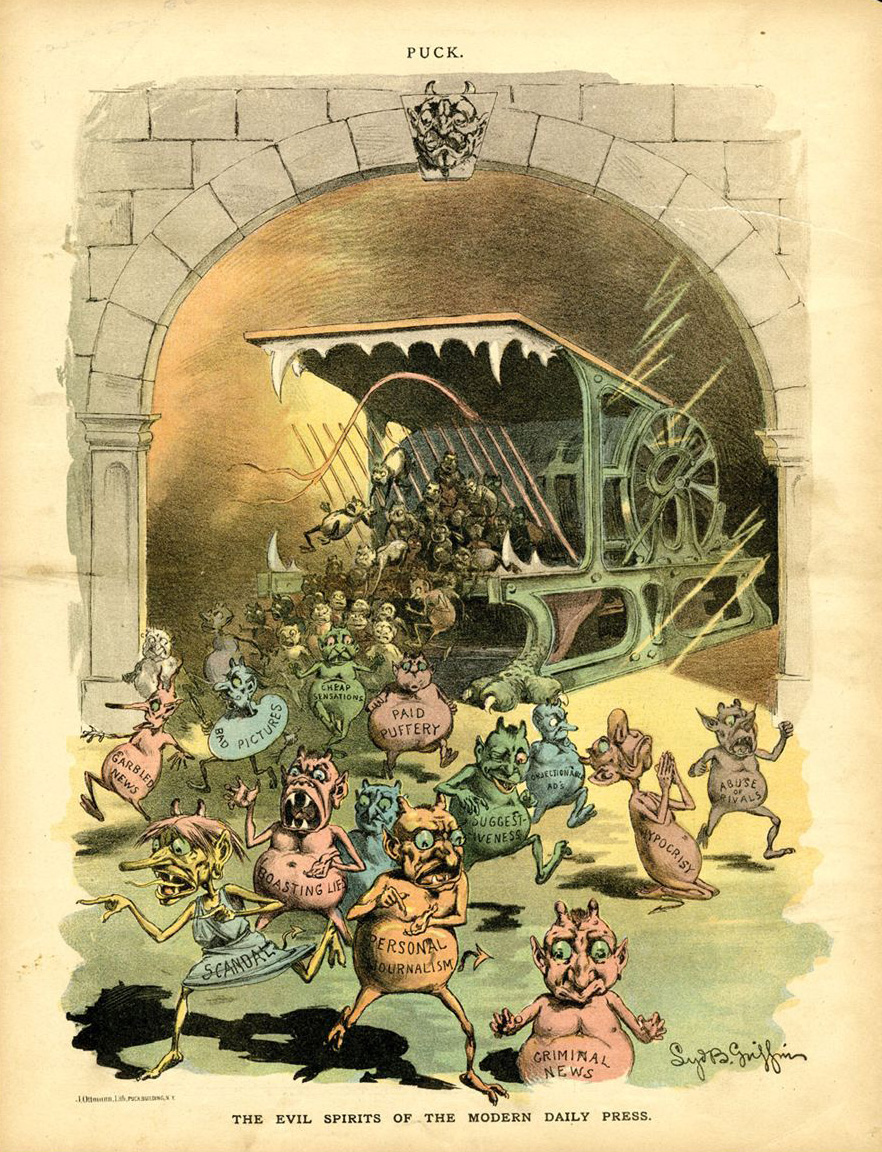

الصحافة الصفراء أو الصحافة الفاضحة هي صحافة غير مهنية تهدف إلى إثارة الرأي العام لزيادة عدد المبيعات وإشاعة الفضائح مستخدمة المبالغة أو الانحياز، ساعد على نشوئها الناشر والصحفي ويليام راندولف هيرست (1863- 1951)، وقد كانت له في كل ناحية من نواحي الولايات المتحدة الأمريكية صحيفة أو مجلة. انتهج في نشر الأخبار نهجا مثيرا، فأظهر الفضائح والجرائم مما ساعد على نشوء الصحافة الصفراء. سُميت بالصحافة الصفراء نظرًا لأنها كانت تُطبَع على أوراق صفراء رخيصة الثمن وقد تكون الصحف الصفراء يومية أو أسبوعية أو شهرية أو دورية.